# Ernest Guenther Award
Der Ernest Guenther Award in the Chemistry of Natural Products ist ein von der American Chemical Society (ACS) vergebener Wissenschaftspreis auf dem Gebiet der Chemie der Naturstoffe. Mit ihm werden – unabhängig von Alter und Nationalität des Empfängers – herausragende Erfolge auf dem Gebiet der Analyse, Strukturaufklärung und Synthese von Naturstoffen prämiert. Unabhängiges Denken und Originalität sollen besonders bedacht werden. Neben dem Preisgeld von 6.000 US-Dollar (Stand 2011) erhält der Preisträger eine Medaille und eine Urkunde.
Der Preis wurde 1948 vom Unternehmen Fritzsche, Dodge and Olcott Inc. anlässlich des 75-jährigen Firmenjubiläums als Fritzsche Award in Essential Oils gestiftet. Seit 1969 ist der Preis nach deren ehemaligem Leiter Ernest Guenther (1895–1980) benannt, der zahlreiche Werke über ätherische Öle geschrieben hat. Seit der Übernahme von Fritzsche, Dodge and Olcott 1990 sponsert Givaudan die Preisvergabe.

## Preisträger
Träger eines Nobelpreises sind mit dem Jahr der Vergabe und dem Fach in Klammern markiert.
- 1949 John L. Simonsen
- 1950 A. J. Haagen-Smit
- 1951 Edgar Lederer
- 1952 Yves-René Naves
- 1953 Max Stoll
- 1954 Arthur de Ramon Penfold
- 1955 Hans Schinz
- 1956 Herman Pines
- 1957 Derek H. R. Barton (1969, Chemie)
- 1958 George Hermann Büchi
- 1959 František Šorm
- 1960 Carl Djerassi
- 1961 Casimir F. Seidel
- 1962 E. R. H. Jones
- 1963 Arthur Birch
- 1964 Oscar Jeger
- 1965 Konrad E. Bloch (1965, Medizin)
- 1966 Albert J. Eschenmoser
- 1967 George A. Sim
- 1968 Elias J. Corey (1990, Chemie)
- 1969 John W. Cornforth (1975, Chemie)
- 1970 Duilio Arigoni
- 1971 Ernest Wenkert
- 1972 Guy Ourisson
- 1973 William G. Dauben
- 1974 Günther Ohloff
- 1975 S. Morris Kupchan
- 1976 A. Ian Scott
- 1977 Robert E. Ireland
- 1978 Koji Nakanishi
- 1979 James A. Marshall
- 1980 Sukh Dev
- 1981 Samuel J. Danishefsky
- 1982 Paul A. Grieco
- 1983 Karel Wiesner
- 1984 Jerrold Meinwald
- 1985 David E. Cane
- 1986 Clayton H. Heathcock
- 1987 Wolfgang Oppolzer
- 1988 Paul A. Wender
- 1989 Henry Rapoport
- 1990 Barry M. Trost
- 1991 Charles Dale Poulter
- 1992 Leo A. Paquette
- 1993 Amos B. Smith, III
- 1994 Paul J. Scheuer
- 1995 Jon C. Clardy
- 1996 K. C. Nicolaou
- 1997 Kenneth L. Rinehart
- 1998 George Robert Pettit
- 1999 Kenji Mori
- 2000 Pierre Potier
- 2001 Yoshito Kishi
- 2002 John W. Daly
- 2003 Steven V. Ley
- 2004 William R. Roush
- 2005 Satoshi Omura (2015, Medizin)
- 2006 William H. Fenical
- 2007 Dale L. Boger
- 2008 David G. I. Kingston
- 2009 Peter Wipf
- 2010 Michael T. Crimmins
- 2011 Robert M. Williams
- 2012 Steve Hanessian
- 2013 Kuniaki Tatsuta
- 2014 Dennis P. Curran
- 2015 Thomas R. Hoye
- 2016 Eric Block
- 2017 Stephen F. Martin
- 2018 David Ransom Williams
- 2019 Iwao Ojima
- 2020 Tadeusz F. Molinski
- 2021 Bradley S. Moore
- 2022 Sarah E. O’Connor
- 2023 Margaret Brimble
- 2024 John Louis Wood
- 2025 Phillip Crews[3]
- 2026 Brian M. Stoltz[4]